# Jean-Dominique Bauby
Jean-Dominique Bauby, född 23 april 1952 i Paris, död 9 mars 1997 Berck-sur-Mer, var en fransk journalist, författare och redaktör på det franska modemagasinet ELLE.
Den 8 december 1995, 43 år gammal, drabbades Bauby av en stroke som resulterade i så kallat locked in syndrome. Då han vaknade tjugo dagar senare var hela hans kropp, utom det vänstra ögonlocket, förlamad. Trots detta lyckades han skriva sina memoarer, Fjärilen i glaskupan (svensk översättning Maria Björkman) genom blinkningar. Bauby avled två dagar efter bokens publicering och är begravd på Père-Lachaise. 
Boken filmatiserades 2007, under samma namn – Fjärilen i glaskupan.